# 검선
검선(劍船)은 고려 말기부터 조선 전기 사이에 사용된 군함이다. 고려시대 과선(戈船)에서 유래되었다. 뱃전에 칼이나 쇠못을 박아 적이 배 위로 올라오지 못하도록 했다. 크기가 작아 15명 가량이 승선할 수 있었다. 거북선 지붕의 쇠못도 여기에 착안해 만들어진 것으로 보인다.

## 같이 보기
- 맹선
- 비거도
- 판옥선
- 거북선